# Во имя Бога (фильм)
«Во имя Бога» или «Бисмиллах» (азерб. Bismillah) — первый фильм азербайджанского режиссёра Аббас-Мирзы Шарифзаде, снятый в 1925 году на антирелигиозную тему. Фильм был снят в тот период, когда в стране шла борьба с исламской религией. Фильм «Во имя Бога» считался «значительным успехом киноискусства Азербайджана».

## История фильма
22 апреля 1925 года газета «Бакинский рабочий» писала, что съёмки фильма «Бисмиллах» по сценарию Павла Бляхина были поручены Шарифзаде. Газета «Коммунист» от 27 апреля, сообщая о съёмках фильма, писала, что фильм «снимается с участием тюркских (имелись в виду азербайджанские) актёров». 1 июня этого же года при Государственной кинофабрике открылась киностудия, режиссёрскую часть которой возглавил Аббас-Мирза Шарифзаде. Аждар Неджад 31 мая 1925 года в газете «Коммунист» писал, что фильм «Во имя Бога», остановленный с прошлого года по некоторым причинам, уже месяц как снимается в управлении Шарифзаде, и что будет представлен не позднее 25 июля в честь Мухаррама.
13 июля фильм «Бисмиллах» был показан для студентов, артистов и приглашённых зрителей. 24 июля возвращающиеся из Ирана берлинские деятели кино, будучи в фото-киноуправлении Азербайджана, пожелали послать в Берлин фильм «Бисмиллах» и ряд других фильмов. Совкино заказало 12 экземпляров фильма. В октябре фильм был показан и в Москве. В Харькове для Украины также были заказаны 4 экземпляра данного фильма. Асад Тахир писал, что такие снятые западные фильмы как «Мусульманка», «Стамбульский нищий», «Багдадский вор» не могут соперничать с фильмом «Бисмиллах» на предмет изложения восточной тематики, поскольку этот фильм сам «был снят на Востоке, восточной постановкой, восточными актёрами». Азиз Шариф писал, что, сняв фильм «Бисмиллах», Аббас-Мирза Шарифзаде доказал, что является способным режиссёром. Советское правительство активно использовало этот в фильм антиисламской пропаганде.
После того, как Шарифзаде был репрессирован, его имя было вырезано из титров всех снятых им фильмов.